# صابر رضايييف
صابر أكبر أوغلو ريزايف (بالأذرية: Sabir Əkbər oğlu Rizayev) هو كاتب سيناريو، دراماتورغ، ناقد فنون، ناقد مسرحي وسينمائي. حصل على لقب "فنان متميز في فنون جمهورية أرمينيا السوفيتية الاشتراكية" عام 1975.

## سيرته ذاتية
صابر أكبر أوغلو ريزايف هو كاتب سيناريو، دراماتورغ، ناقد فنون، ناقد مسرحي وسينمائي، وواحد من أبرز المفكرين في مجال الفن في جمهورية أرمينيا السوفيتية الاشتراكية. حصل على لقب "فنان متميز في فنون جمهورية أرمينيا السوفيتية الاشتراكية" عام 1975. وُلد في 17 أبريل 1924 في مدينة يريفان لعائلة مثقفة. أكمل دراسته في مدرسة بوشكين في يريفان، وكان والده أكبر ريزايف يعمل في موسكو في قسم الأدب التركي في مجلة "الأدب الأجنبي". أكمل صابر دراسته الثانوية في موسكو، وفي عام 1942 تطوع للانضمام إلى الجبهة أثناء الحرب العالمية الثانية. بعد الحرب، عاد إلى يريفان وعمل في صحيفة "كومونيست".
منذ عام 1948 بدأ في نشر مقالات نقدية حول الأعمال المسرحية والأفلام. تخرج صابر ريزايف من معهد يريفان المسرحي في عام 1951، وفي عام 1954 أكمل دراسات ماجستير في معهد لينينغراد (سانت بطرسبرغ) للفنون المسرحية والموسيقى والسينما، بتفوق. عمل رئيسًا لقسم السيناريو في استوديو "أرمين فيلم"، وكان أيضًا رئيس تحرير لجنة السينما الحكومية في أرمينيا. ومنذ عام 1965 وحتى وفاته، شغل منصب نائب مدير معهد الفنون في الأكاديمية الأرمنية للعلوم. وكان أمين سر اتحاد السينمائيين الأرمن. بفضل جهوده، تم إنشاء قسم السينما في المعهد، وكتب العديد من الدراسات والمونوغرافيات.
لقد كانت عائلة ريزايف لها دور كبير في توجيه صابر نحو المسرح والفنون. كان والده أكبر ريزايف قد كتب كوميديا بعنوان "الزواج القسري" أثناء دراسته في المدرسة الثانوية في يريفان، والتي تم عرضها في مسرح هواة في يريفان. عمل أكبر ريزايف في أوقات لاحقة في مناصب هامة في الحزب الشيوعي الأرميني وشارك في العروض المسرحية. كانت والدته، فيرانجيز ريزايفا، واحدة من أولى النساء المثقفات الأذربيجانيات اللاتي اعتلين خشبة المسرح في يريفان.
في عام 1975، تم تكريم صابر ريزايف بلقب "فنان متميز في فنون جمهورية أرمينيا السوفيتية الاشتراكية". يطلق عليه العديد من نقاد الفن الأرمن لقب مؤسس علم السينما الأرمينية. كتب عدة سيناريوهات لأفلام، كما كتب العديد من الكتب المعروفة مثل "السينما الأرمنية الفنية" (1963)، "هراجيا نرسيسيان" (1968)، و"فاردان أجيميان" (1978).
أحد أعماله المعروفة هو كتابه عن مسرح الأذربيجاني في يريفان بعنوان "المسرح الأذربيجاني في أرمينيا"، الذي نُشر باللغة الروسية في باكو عام 1963. كتب أيضًا مع الممثل أكبر يرفانلي كتابًا عن مؤسس المسرح الأذربيجاني في يريفان، يونس نوري، والذي تم نشره في 1982 باللغة الأذربيجانية في يريفان.